# Pluto eroe nazionale
Pluto eroe nazionale (Society Dog Show) è un cortometraggio animato  del 1939 della serie Mickey Mouse diretto da Bill Roberts. Venne prodotto dalla Walt Disney Productions e uscì negli Stati Uniti il 3 febbraio 1939, distribuito dalla RKO Radio Pictures. Il cartone animato è noto per essere l'ultima apparizione di Topolino con il suo vecchio design. A partire dagli anni novanta è più noto come Eroe pubblico n. 1.

## Trama
Topolino iscrive Pluto a una mostra di cani di razza. Mentre Topolino prepara Pluto per la serata, il cane inizia a corteggiare Fifi la pechinese. Proprio in quel momento, il giudice di gara chiama Topolino e Pluto, ed inizia a esaminare il cane, che però inizia a ringhiare e ad attaccarlo. Di conseguenza, il giudice caccia fuori dall'edificio Topolino e Pluto. Mentre  sono seduti all'angolo della strada, Topolino rincuora Pluto, dicendogli che è un cane migliore di chiunque. Nel frattempo però, alla mostra canina, scoppia un incendio e Fifi rimane intrappolata nell'edificio in fiamme. Nonostante il pericolo, Pluto va a salvare Fifi senza esitazioni e viene premiato dal giudice con una medaglia.

## Distribuzione

### Edizione italiana
Il cortometraggio venne incluso nel 1982 in lingua originale nella VHS Cartoon Festival II. Il corto fu poi doppiato nel 1985 dalla Effe Elle Due per l'inclusione nella VHS Cani e simpatia. Nel 1990 il corto fu ridoppiato dalla Royfilm con le voci del Gruppo Trenta per l'inclusione nella VHS Sono io... Pluto;  tale doppiaggio è stato usato in TV, nonché in tutte le successive pubblicazioni home video.

### Edizioni home video

#### VHS
- Cartoons Festival II (settembre 1982, riedita nel 1985 con il titolo Cartoons Disney 2)[8]
- Cani e simpatia (aprile 1985)[1]
- Sono io... Pluto (marzo 1990)[2]
- VideoParade vol. 15 (marzo 1994)
- Disney cuori & amori (febbraio 2004)

#### DVD
Il cortometraggio è incluso nei DVD Walt Disney Treasures: Topolino star a colori - Vol. 2 e Disney cuori & amori.